# Neon Future I
Neon Future I è il secondo album in studio del DJ statunitense Steve Aoki, pubblicato il 30 settembre 2014 dalla Ultra Music e dalla Dim Mak Records.

## Descrizione
Il titolo è stato annunciato da Aoki il 4 marzo 2013 in un'intervista con la rivista statunitense Billboard, data nel quale ha descritto la concezione musicale dell'album come "luminoso e positivo":
 Il 22 aprile Aoki ha rivelato il progetto Neon Future si sarebbe diviso in due parti: la prima parte sarebbe stata pubblicata il 12 agosto dello stesso anno, mentre la seconda sarebbe stata pubblicata agli inizi del 2015; nello stesso periodo è stato pubblicato per il download digitale il primo singolo Rage the Night Away, realizzato con la partecipazione vocale di Waka Flocka Flame.
Il 24 giugno 2014 sono stati pubblicati per il download digitale i singoli Delirious (Boneless), rivisitazione di Boneless del 2013, e Free the Madness, mentre nel mese di agosto sono state annunciate sia la posticipazione della data di pubblicazione dell'album, fissata al 30 settembre, sia il coinvolgimento nello stesso di artisti quali Fall Out Boy e Machine Gun Kelly.

## Tracce
1. Transcendence (Intro) (feat. Ray Kurzweil) – 2:03
2. Neon Future (feat. Luke Steele of Empire of the Sun) – 6:17
3. Back to Earth (feat. Fall Out Boy) – 4:03
4. Born to Get Wild (feat. will.i.am) – 4:45
5. Rage the Night Away (feat. Waka Flocka Flame) – 4:45
6. Delirious (Boneless) (Steve Aoki, Chris Lake & Tujamo feat. Kid Ink) – 3:43
7. Free the Madness (feat. Machine Gun Kelly) – 4:19
8. Afroki (Steve Aoki & Afrojack feat. Bonnie McKee) – 4:17
9. Get Me Outta Here (feat. Flux Pavilion) – 5:15
10. Beyond Boundaries (Outro) (feat. Aubrey de Grey) – 1:26

Tracce bonus nell'edizione giapponese
1. Boneless (Steve Aoki, Chris Lake & Tujamo) – 4:30
2. Rage the Night Away (Milo & Otis Remix) (feat. Waka Flocka Flame) – 3:35

Neon Future I - Club Edition
1. Neon Future (Club Edition) (feat. Luke Steele of Empire of the Sun) – 5:46
2. Back to Earth (Club Edition) (feat. Fall Out Boy) – 5:01
3. Born to Get Wild (Club Edition) (feat. will.i.am) – 4:22
4. Rage the Night Away (Club Edition) (feat. Waka Flocka Flame) – 5:31
5. Free the Madness (Club Edition) (feat. Machine Gun Kelly) – 4:22
6. Afroki (Club Edition) (Steve Aoki & Afrojack feat. Bonnie McKee) – 6:03

## Classifiche
| Classifica (2014)              | Posizione massima |
| ------------------------------ | ----------------- |
| Austria                        | 64                |
| Belgio (Fiandre)               | 68                |
| Belgio (Vallonia)              | 96                |
| Canada                         | 18                |
| Stati Uniti                    | 32                |
| Stati Uniti (dance/electronic) | 1                 |
| Stati Uniti (digital)          | 13                |
| Stati Uniti (independent)      | 4                 |
| Svizzera                       | 71                |